# Carlos Heredia
Carlos Heredia Fontana (ur. 28 września 1998 w Barcelonie) – dominikański piłkarz, występujący na pozycji pomocnika. Posiada również obywatelstwo hiszpańskie. Od 2021 roku zawodnik Cibao FC.

## Życiorys
Występował w juniorach FC Barcelona i CE Europa. W 2016 roku przeszedł do Milton Keynes Dons, występując tam w drużynie U-18. W 2017 roku został zawodnikiem Wolverhampton Wanderers. W sezonie 2018/2019 wygrał z rezerwami tego klubu Division 2 Premier League 2. Po zakończeniu sezonu został zwolniony na wolny transfer, nie zdoławszy rozegrać żadnego meczu w pierwszej drużynie Wolverhampton. W sierpniu 2019 roku podpisał czteroletni kontrakt z Miedzią Legnica. W barwach klubu zadebiutował 26 sierpnia w przegranym 0:1 meczu ze Stalą Mielec. Ogółem w sezonie 2019/2020 wystąpił w ośmiu meczach I ligi. W lutym 2021 roku został zawodnikiem rodzimego Delfines del Este FC.
9 września 2018 roku zadebiutował w reprezentacji Dominikany w wygranym 5:0 meczu z Bonaire w ramach eliminacji Ligi Narodów CONCACAF. Heredia strzelił wówczas również bramkę.

## Statystyki ligowe
| Sezon         | Klub                         | Liga           | Mecze | Gole |
| ------------- | ---------------------------- | -------------- | ----- | ---- |
| 2017/2018     | Wolverhampton Wanderers F.C. | Championship   | 0     | 0    |
| 2018/2019     | Wolverhampton Wanderers F.C. | Premier League | 0     | 0    |
| 2019/2020     | Miedź Legnica                | I liga         | 8     | 0    |
| 2020/2021 (j) | Miedź Legnica                | I liga         | 1     | 0    |